# جون بينغهام
جون بينغهام (بالإنجليزية: John Bingham)‏ (23 سبتمبر 1949 في المملكة المتحدة - ) هو لاعب كرة قدم بريطاني في مركز جناح ‏. لعب مع أولدهام أثلتيك وتشارلتون أثلتيك وستوكبورت كونتي ومانشستر سيتي ونادي تشستر سيتي ونادي مانسفيلد تاون.

## وصلات خارجية
- جون بينغهام على موقع قاعدة بيانات كرة القدم.إي يو (الإنجليزية)